# أجرسا و باكنام (زهرا العلياء)
أجرسا وباکنام (بالفارسية: اجرسا و پاکنام) هي مستوطنة تقع في إيران في Zahray-ye Bala Rural District.